# Greshan Dhananjaya
Liyanapedige P. Greshan Dhananjaya (* 7. Juni 1997 in Negombo) ist ein sri-lankischer Weit- und Dreispringer.

## Sportliche Laufbahn
Erste internationale Erfahrungen sammelte Greshan Dhananjaya bei den Juniorenasienmeisterschaften 2016 in der Ho-Chi-Minh-Stadt, bei denen er mit 7,60 m und 15,98 m jeweils den vierten Platz belegte. 2019 erreichte er bei den Asienmeisterschaften in Doha mit einer Weite von 16,16 m den sechsten Rang. Ende Oktober wurde er bei den Militärweltspielen in Wuhan mit 7,81 m Vierter im Weitsprung und klassierte sich im Dreisprung mit einer Weite von 16,25 m auf dem achten Rang. Anschließend wurde er bei den Südasienspielen in Kathmandu mit 15,91 m Vierter im Dreisprung.

## Persönliche Bestleistungen
- Weitsprung: 7,96 m (+2,0 m/s), 26. August 2019 in Colombo
- Dreisprung: 16,71 m (−0,5 m/s), 22. Februar 2019 in Colombo (sri-lankischer Rekord)